# Ligne de tramway 11/12
La ligne 11/12 est une ancienne ligne de tramway du Groupe de Mons-Borinage de la Société nationale des chemins de fer vicinaux (SNCV) qui a fonctionné entre le 15 septembre 1952 et le 29 mai 1960.

## Histoire
La ligne est mise en service le 15 septembre 1952 à l'occasion de l'ouverture du pont remplaçant le passage à niveau à Saint-Ghislain.
La mise en service d'une nouvelle section reliant les deux terminus de la gare de Saint-Ghislain et l'électrification de la section gare de Saint-Ghislain - Baudour Jonction entraine la fusion des lignes 1 Mons SNCB - Saint-Ghislain SNCB et 10 Mons SNCB - Baudour Village pour former une nouvelle ligne en boucle qui circule sous l'indice 1 dans le sens horaire et 1/ dans le sens contraire complétée de services partiels :
- 10 Ghlin - Mons - Saint-Ghislain, 10/ dans le sens contraire ;
- 11 Baudour (Douvrain) - Mons - Saint-Ghislain, 11/ dans le sens contraire.

Le 5 octobre 1952, les indices 1 et 1/ sont remplacés respectivement par les 11 et 11/, les services partiels 10, 10/, 11 et 11/ sont supprimés et remplacé par deux services partiels :
- 1 entre Mons et Saint-Ghislain (via Frameries) ;
- 1/ entre Mons et Pâturages place Saint-Pierre.

A la fin de l'année 1954, l'indice 11/ est remplacé par le 12.
Elle est supprimée le 29 mai 1960.

## Infrastructure

### Dépôts et stations
- Eugies, Mons

## Exploitation

### Horaires
Tableaux :
- 832 en 1958, numéro et tableau partagés entre les lignes 1 Mons SNCB - Saint-Ghislain Place, 2 Mons SNCB - Dour Trichères et 11/12 Mons SNCB - Mons SNCB[2].